# Булан (Сырымский район)
Булан (каз. Бұлан) — село в Сырымском районе Западно-Казахстанской области Казахстана. Административный центр Буланского сельского округа. Код КАТО — 275837100.

## Население
В 1999 году население села составляло 825 человек (414 мужчин и 411 женщин). По данным переписи 2009 года, в селе проживали 624 человека (290 мужчин и 334 женщины).